# Leighton (Alabama)
Leighton é uma cidade  localizada no estado americano de Alabama, no Condado de Colbert.

## Demografia
Segundo o censo americano de 2000, a sua população era de 849 habitantes.
Em 2006, foi estimada uma população de 836, um decréscimo de 13 (-1.5%).

## Geografia
De acordo com o United States Census Bureau tem uma área de
2,6 km², dos quais 2,6 km² cobertos por terra e 0,0 km² cobertos por água. Leighton localiza-se a aproximadamente 201 m acima do nível do mar.

## Localidades na vizinhança
O diagrama seguinte representa as localidades num raio de 20 km ao redor de Leighton.